# Alyxie
Alyxie (Alyxia) je rod rostlin z čeledi toješťovité (Apocynaceae). Jsou to liány a keře s přeslenitými nebo vstřícnými jednoduchými listy a drobnými bílými nebo žlutými květy. Plody připomínají peckovici. Rod zahrnuje asi 70 druhů. Je rozšířen v tropické Asii, Austrálii, Oceánii a na Havaji. Některé druhy jsou využívány v místní medicíně a v parfumerii.

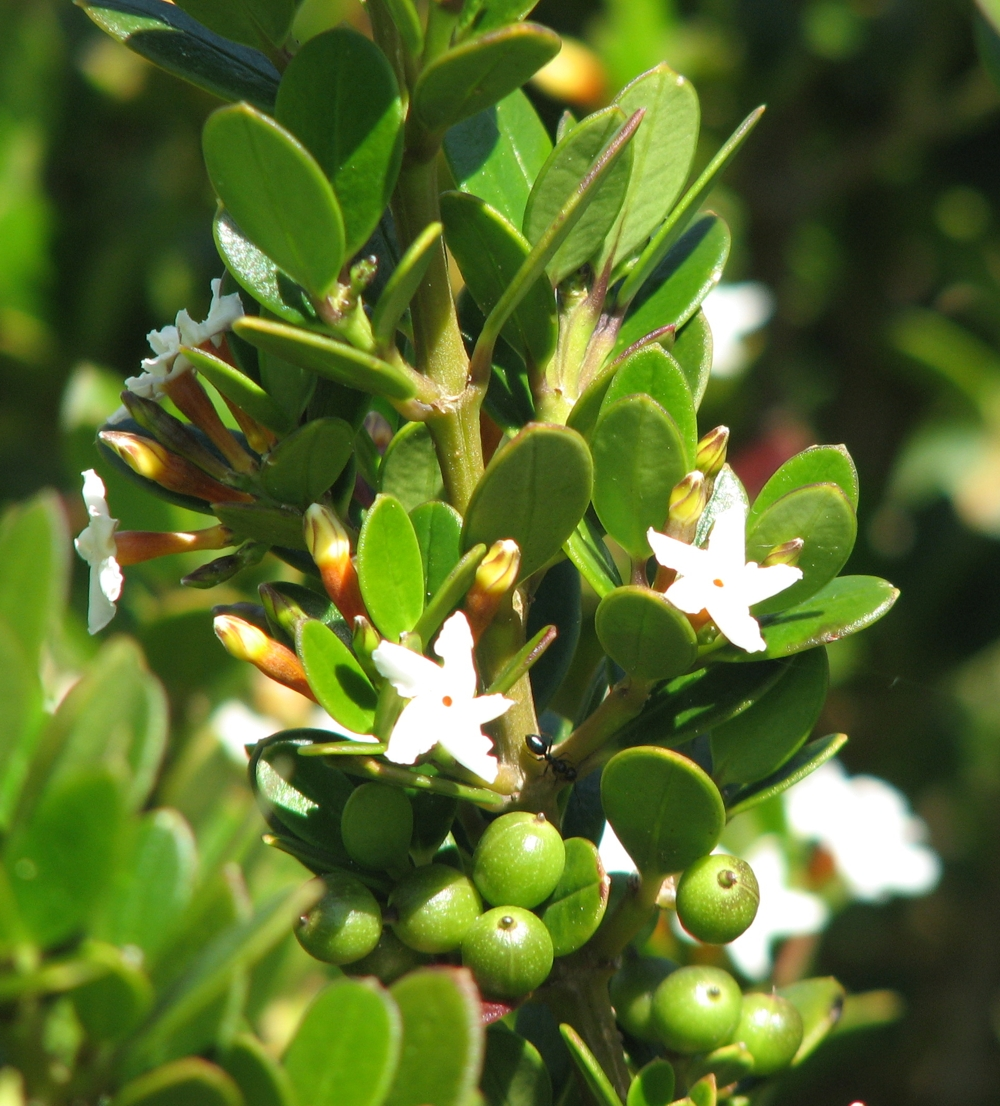
Alyxie Alyxia buxifolia

## Popis
Alyxie jsou dřevnaté liány nebo vzpřímené či popínavé keře obsahující latexovou šťávu. Kůra, dřevo i listy jsou vonné. Listy jsou jednoduché, celokrajné, lysé, lesklé, nejčastěji v přeslenech po 3 až 4, výjimečně vstřícné. Zpravidla jsou úzce až široce eliptické, s vystouplou střední žilkou a málo zřetelnými postranními žilkami. Květy jsou ve vrcholových nebo úžlabních vrcholících, někdy uspořádaných do složených květenství. Květy jsou drobné, pětičetné. Kalich je hluboce členěný, na bázi bez žlázek. Koruna je bílá, nazelenalá nebo řidčeji žlutá, nálevkovitá, s válcovitou a v místě napojení tyčinek ztlustlou korunní trubkou. Okraje korunních laloků se překrývají směrem doleva. Tyčinky jsou přirostlé v polovině nebo nad polovinou korunní trubky a mají velmi krátké nitky. Prašníky nejsou srostlé s čnělkou. Gyneceum je tvořeno 2 volnými, svrchními semeníky obsahujícími po 4 až 6 vajíčkách. Čnělka je nitkovitá, zakončená hlavatou, lehce dvouklanou bliznou. Plody připomínají peckovici nebo jsou příčně zaškrcené až na 5 peckovicovitých plůdků, v párovém souplodí. Semena jsou vejcovitá nebo podlouhlá.

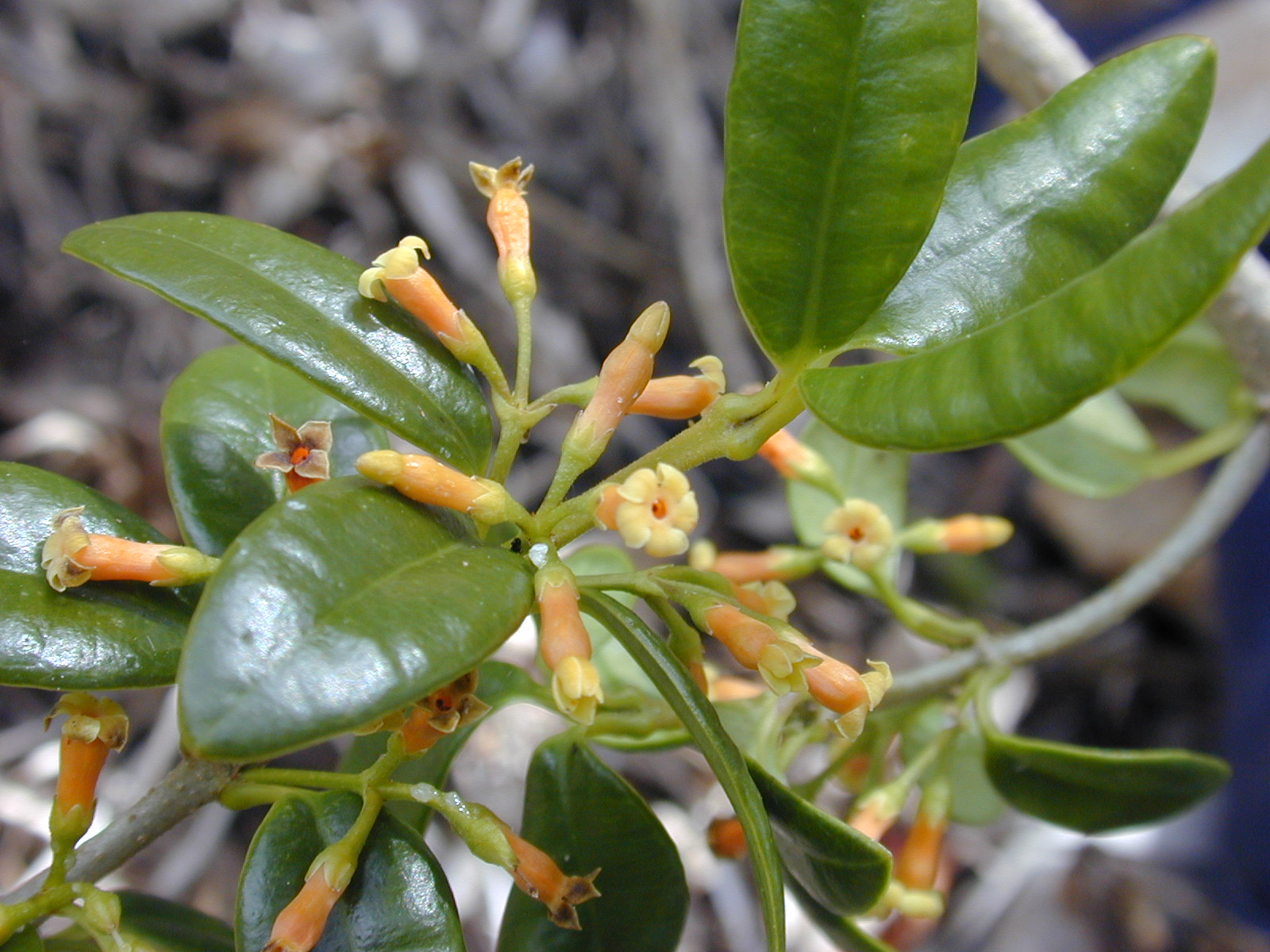
Kvetoucí Alyxia oliviformis
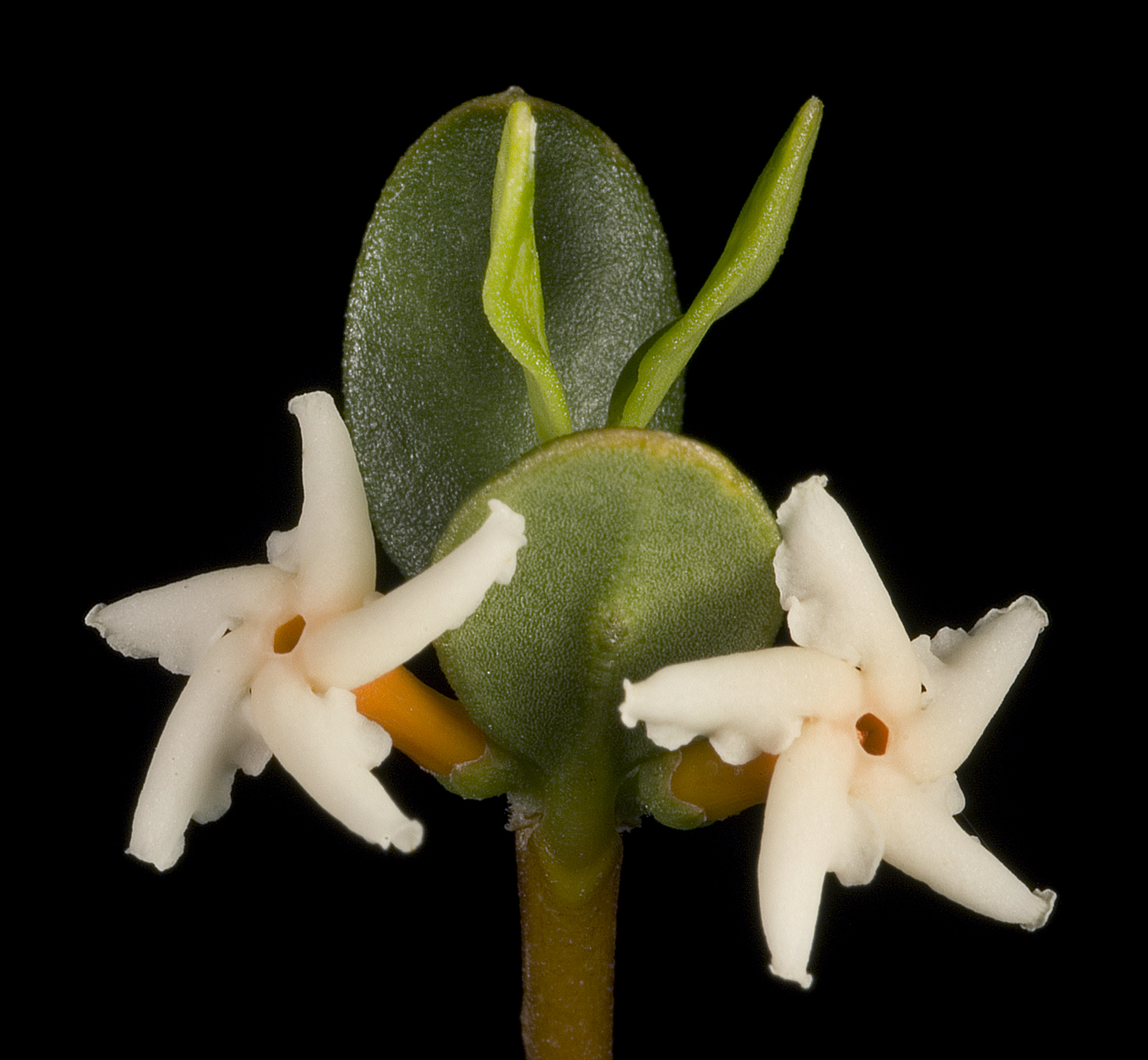
Detail květů Alyxia buxifolia
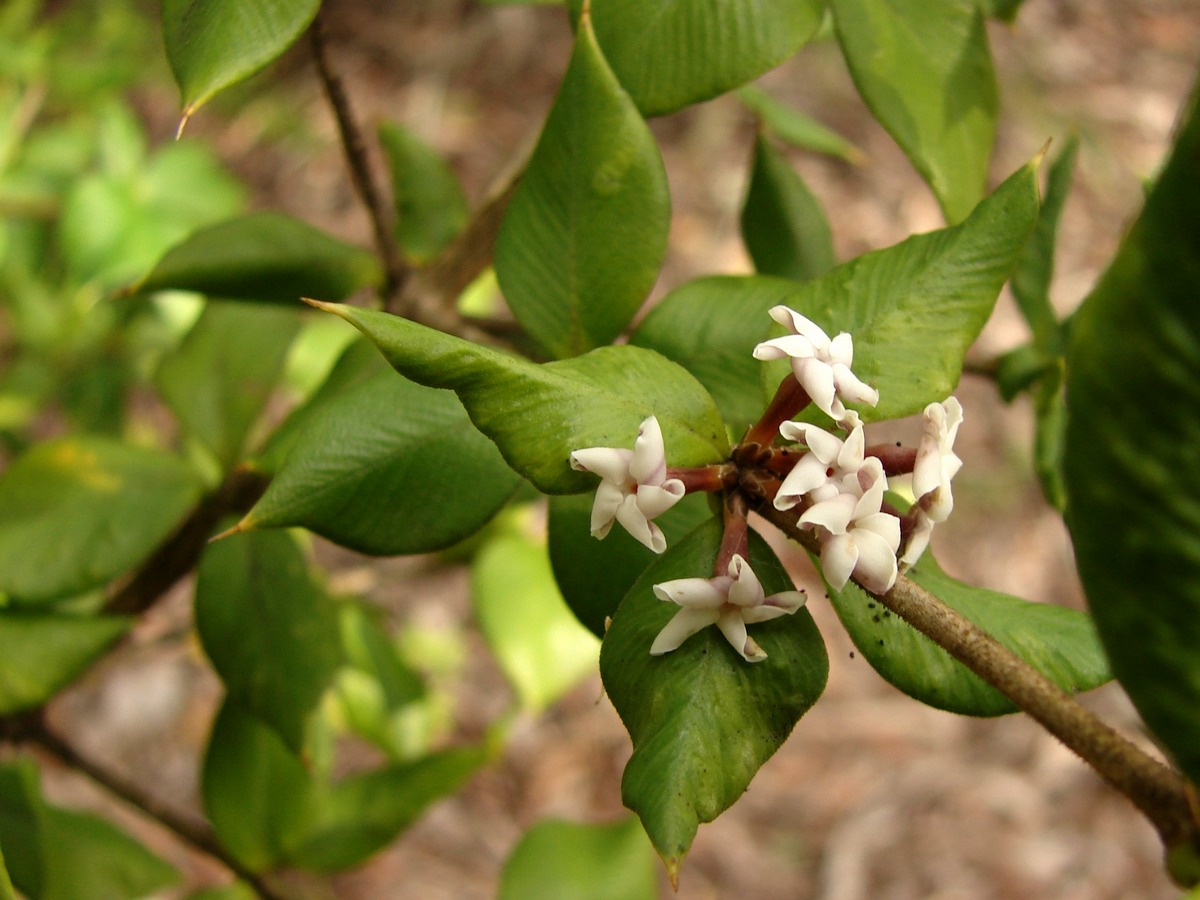
Kvetoucí Alyxia orophila
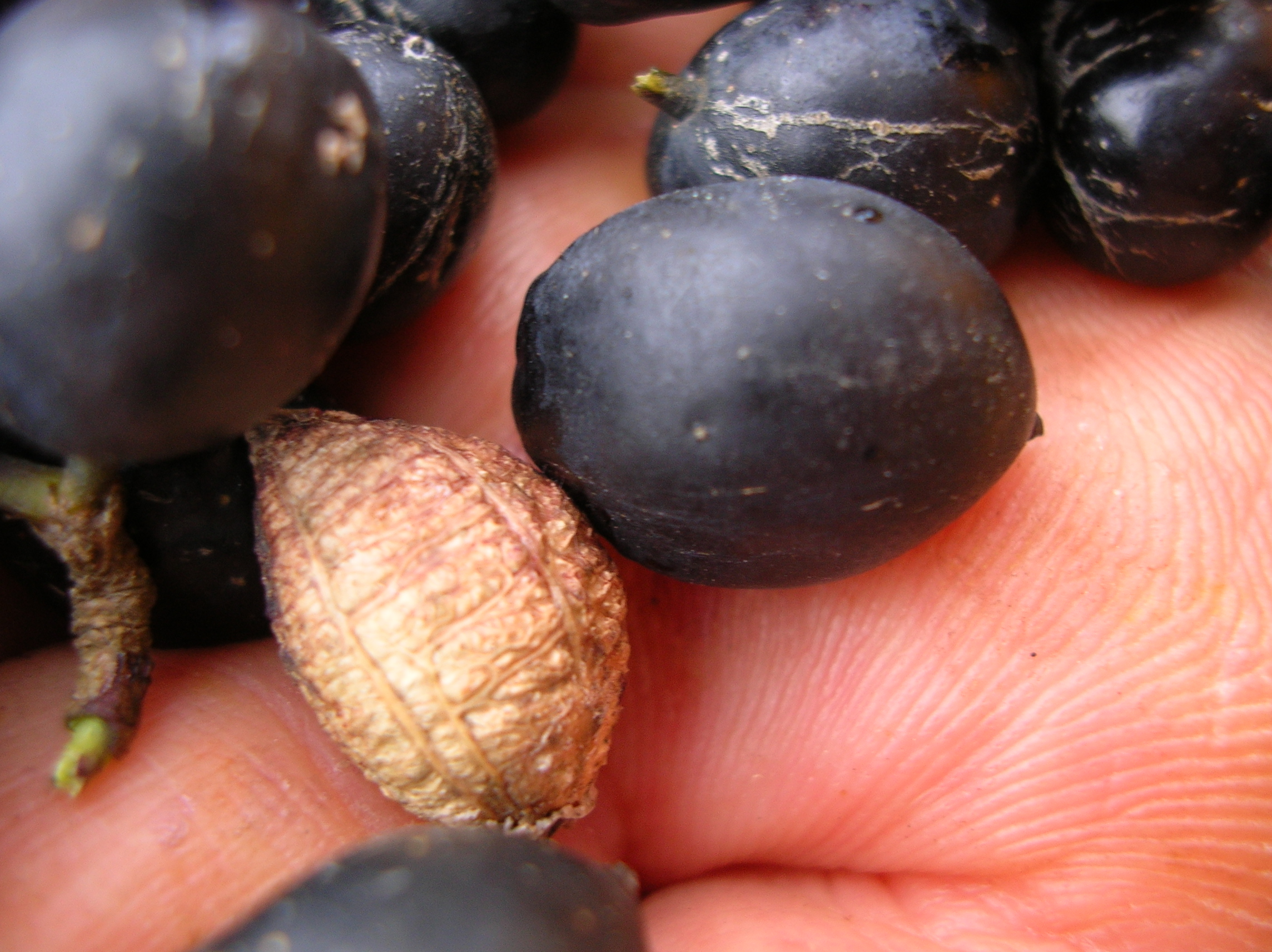
Plody Alyxia oliviformis

## Rozšíření
Rod alyxie zahrnuje asi 65 až 70 druhů. Je rozšířen v tropech Starého světa od tropické Asie po Austrálii, Tichomořské ostrovy a Havaj. V Číně roste 12 druhů.
Někdy je rod Alyxia uváděn i z Madagaskaru, zdejší druhy však byly přeřazeny do rodu Petchia.

## Taxonomie
Rod Alyxia je v rámci čeledi Apocynaceae řazen do podčeledi Rauvolfioideae a tribu Alyxieae. Mezi nejblíže příbuzné rody náleží Pteralyxia, Lepinia a Lepiniopsis.

## Význam
Některé druhy alyxií jsou využívány v parfumerii a v místní medicíně.
Čínský druh A. levinei je používán při dětské podvýživě způsobené střevními parazity, chronických revmatických bolestech a furunkulóze.
Alyxie jsou pěstovány zřídka. Druh Alyxia buxifolia je uváděn ze sbírek Pražské botanické zahrady v Tróji.